# マルティル
マルティル（Martil、アラビア語: مرتيل）、地中海に面する港湾都市。テトゥアンから東に約数Kmの場所に位置する。

## 概要
「マルティル」の名前はスペインに占領されていた時代の名前のRio Martinに由来する。
マルティルはビーチや山などの自然や、ビーチ沿いに並ぶレストラン・カフェやお土産・手工芸品などを販売する市場などの商業施設があり北部有数の観光都市である。また、町の北側にはゴルフ場などがある。

## 地理
マルティル周辺は広い平野があり、マルティルの南にはマルティル川が流れている。また、マルティルはケッペンの気候区分で地中海性気候(Csa)に区分される。

## 人口
2014年の国勢調査では人口は64,355人、2004年の国勢調査では38,883人だった。10年間の増加は25,452人の増加率約65.5%であり、メディック・フニデク県で最も増加率と増加数が多い都市である。